# Tiefenthal (Rheinhessen)
Tiefenthal település Németországban, Rajna-vidék-Pfalz tartományban. Lakosainak száma 128 fő (2023. december 31.).

## Népesség
A település népességének változása:
| Lakosok száma | 91   | 128  | 126  | 117  | 125  | 129  | 128  |
|               | 1975 | 2012 | 2017 | 2019 | 2021 | 2022 | 2023 |